# XERED-AM
XERED-AM es una estación de radio localizada en Ciudad de México.
Transmite en los 1110 kHz de la banda de Amplitud Modulada con 50 kW de potencia continuos. La estación es propiedad de Grupo Radio Centro.
Actualmente se le conoce como Radio Red.

## Historia
La emisora fue fundada en 1946 por Rafael Cutberto Navarro y el indicativo de la estación llevó sus iniciales, XERCN-AM. 
En 1973 la Cadena Noticiosa Radio Red, entidad del empresario radiofónico Clemente Serna Martínez y su hijo Clemente Serna Alvear, adquieren, a la compañía Radio Cadena Nacional concesionaria de la estación XERCN en la frecuencia de los 1110 kHz en la Ciudad de México así la emisora forma parte de la empresa Radio Programas de México.
Para 1974 XERCN cambia su distintivo de llamada a XERED-AM para dar paso a Radio Red, emisora de formato hablado y noticioso y pionera de los noticiarios de larga duración en donde nació el popular programa de noticias Monitor de José Gutiérrez Vivó.
En 1995 las estaciones de Radio Programas de México del cual era parte XERED-AM 1110 kHz (Radio Red) junto con XHRED-FM 88.1 MHz (Radio VIP) y XHRCA-FM ahora XHFAJ-FM 91.3 MHz (Alfa Radio) en la Ciudad de México; XEDKR-AM 700 kHz (Radio Red) de Guadalajara, Jalisco y Gestora 1540 kHz (Radio Red) de Monterrey, Nuevo León, son vendidas a Grupo Radio Centro, al igual que las marcas.
Tras la compra de las estaciones Grupo Radio Centro firmó un contrato con Infored (Grupo Monitor) en 1998; cuatro años después ambas empresas acudirían a un arbitraje internacional por incumplimientos de contrato, arbitraje que fallaría a favor de Infored y laudo que intentaría anular Grupo Radio Centro en las cortes mexicanas. Así mismo rescindiría el contrato con esta, sacando a Monitor de las frecuencias en las que se alojó casi 30 años.
Ya en 2003, Grupo Radio Centro inició los trámites para dotar a XERED-AM de mayor cobertura, en abril de 2004, la Secretaría de Comunicaciones y Transportes autorizó el aumento de su potencia de 50 000 a 100 000 W diurnos.
A partir de 2012 su señal se pudo sintonizar por medio del sistema IBOC en el subcanal HD2 de XHRED-FM 88.1 FM.
Para el 15 de mayo de 2017, los proyectos Radio Red y Formato 21 se aliaron en una sola frecuencia; 1110 AM, cuya programación era formada por las 3 emisiones de "La Red de Radio Red" de lunes a sábado  de 5:45 AM a 10:00 AM, de 1:00 PM a 3:00 PM y de 5:00 PM a 9:00 PM, así como "Noticias cada 20 minutos de Formato 21" de lunes a sábado de 10:00 AM a 1:00 PM, de 3:00 PM a 5:00 PM y de 9:00 PM a 5:45 AM y todo el día domingo.
La noche del 13 de enero de 2019, desapareció Formato 21 y la madrugada del 14 de enero Radio Red empezó a emitirse las 24 horas con su servicio informativo "La Red"; pero sólo 4 días después, el 18 de enero, el emblemático sello salió del aire en el 1110 AM debido al término del arrendamiento de la planta transmisora en el municipio de Tlalnepantla; a pesar de la suspensión, la marca continuó trabajando hasta el 8 de agosto del mismo año con su programación noticiosa y hablada por medio de Internet y HD Radio.[cita requerida]
La señal de XERED-AM reinició transmisiones en modo de pruebas durante la segunda quincena del mes de junio de 2022, encadenandose a la estación por internet "Universal Stereo Online"; y de manera oficial, el 4 de julio de 2022 volvió al aire como espejo parcial de Universal y La Octava, formato alojado en 88.1 MHz. Según documentos alojados en la página web del Registro Público de Concesiones del IFT, transmite desde una torre propiedad del Instituto Mexicano de la Radio en la alcaldía Iztapalapa. Los bloques comerciales de la estación de FM son reemplazados en AM por cápsulas informativas de La Octava (similares a las que transmitía Radio Red en su Primer Ciclo). Además, la identificación del 88.1 es sustituida en el 1110 por una muy sencilla con una voz femenina (la locutora Magua Romero) que anunciaba su ID, el nombre comercial y que transmite desde CDMX. Los demás bloques de programación se transmitieron íntegros en ambas estaciones, con excepción del alertamiento SASMEX. 
En noviembre de 2022, el 88.1 de FM volvió a identificarse sólo como Universal, tal como lo hizo entre 2016 y 2019; aunque el proyecto hasta la fecha continúa cediendo su tiempo a "La Octava Noticias". Evidentemente el 1110 de AM, también empezó a identificarse sólo como Universal.
A partir del 7 de agosto de 2023, la estación dejó de retransmitir la programación del 88.1 FM a tiempo completo, encadenandose a esta únicamente para los bloques noticiosos; mientras que el resto del día transmitió bajo la marca Radio Centro Noticias y Deportes, con los contenidos que anteriormente se transmitían en Radio Centro Deportes XEQR-AM 1030 kHz. Fuera del horario de programación habitual, la estación emite rock en inglés de los años 70, 80 y 90 (la misma música programada en la estación online "Classic Rock Universal").
Para el 22 de septiembre del mismo año, regresó al nombre de Radio Red sin cambiar el contenido que fue establecido un mes antes; dejando claro a la audiencia que en este Segundo Ciclo, la marca ya no realiza programas propios como antes y su parrilla depende de las producciones de La Octava y Radio Centro Deportes; las cuales aunque ya no están al aire en una frecuencia propia, siguen siendo marcas vigentes para Grupo Radio Centro. Además, también cuenta con el programa independiente de Carmen Aristegui, "Aristegui Noticias". 
Así mismo, solo utiliza rompecortes y cortinillas genéricas para la programación musical, la cual se extiende de 10 p. m. a 6 a. m. entre semana. En fines de semana y días festivos la programación musical varía, dependiendo de los partidos o repeticiones a transmitir, pero lo usual es que esta programación se transmita durante las madrugadas y hasta las 9 a. m.

## Formatos de la emisora
Estos son los nombre de los formatos con los cuales se ha conocido a la estación XERED-AM:
- XERCN (1946-1974)
- Radio Red (1974-2017) (enero-julio de 2019) (septiembre 2023-presente)
- Radio Red y Formato 21 (mayo de 2017-enero de 2019)
- Universal y La Octava (junio-noviembre 2022)
- Universal (noviembre 2022-agosto 2023)
- Radio Centro Noticias y Deportes (agosto-septiembre 2023)